# Operación Rentier
La Operación Rentier (traducido al español como Operación Reno) fue una operación llevada a cabo por la Alemania nazi durante la Segunda Guerra Mundial, cuyo objetivo era controlar las minas de níquel localizadas a las afueras de Petsamo, al norte de Finlandia, antes de que interviniera el ejército soviético en un nuevo altercado contra los finlandeses.
La operación comenzó a ser elaborada una vez que concluyó la ocupación alemana de Noruega, siendo aprobada el 13 de agosto de 1940. No obstante, no fue hasta el 22 de junio del año siguiente cuando la segunda y la tercera división de montaña partieron rumbo a Petsamo, intentando adelantarse a la Unión Soviética, que sabía la existencia de grandes yacimientos de níquel en esa misma región.
La Operación Rentier fue sucedida por la Operación Platinfuchs, parte de una operación mucho más grande llamada Operación Silberfuchs, cuyo objetivo era capturar el puerto soviético de Múrmansk.